# Grammy Award for Best Instrumental Soloist(s) Performance (with orchestra)

Itzhak Perlman hat den Grammy Award for Best Instrumental Soloist(s) Performance (with orchestra) insgesamt acht Mal erhalten

Der Grammy Award for Best Instrumental Soloist(s) Performance (with orchestra), auf Deutsch „Grammy-Auszeichnung für die beste Soloinstrument-Darbietung mit Orchester“, ist ein Musikpreis, der von 1959 bis 2011 von der amerikanischen Recording Academy im Bereich der klassischen Musik verliehen wurde.

## Geschichte und Hintergrund
Die seit 1959 verliehenen Grammy Awards werden jährlich in zahlreichen Kategorien von der Recording Academy in den Vereinigten Staaten vergeben, um künstlerische Leistung, technische Kompetenz und hervorragende Gesamtleistung ohne Rücksicht auf die Album-Verkäufe oder Chart-Position zu würdigen.
Eine dieser Kategorien war der Grammy Award for Best Instrumental Soloist(s) Performance (with orchestra). Der Preis wurde von 1959 bis 2011 vergeben. Von 1967 bis 1971 wurde er mit der Auszeichnung Grammy Award for Best Instrumental Soloist Performance (without orchestra) kombiniert und als Grammy Award for Best Classical Performance – Instrumental Soloist or Soloists (with or without orchestra) verliehen.
Die Auszeichnung hatte mehrere geringfügige Namensänderungen:
- 1959 hieß die Auszeichnung Grammy Award for Best Classical Performance – Instrumentalist (with concerto scale accompaniment)
- 1960 nannte sie sich Grammy Award for Best Classical Performance – Concerto or Instrumental Soloist (with full orchestral accompaniment)
- 1961 war die Bezeichnung des Preises Grammy Award for Best Classical Performance – Concerto or Instrumental Soloist
- 1962 nannte er sich Grammy Award for Best Classical Performance – Instrumental Soloist (with orchestra)
- Von 1963 bis 1964 hieß die Kategorie Grammy Award for Best Classical Performance – Instrumental Soloist or Soloists (with orchestra)
- 1965 nannte sie sich Grammy Award for Best Performance – Instrumental Soloist or Soloists (with orchestra)
- Von 1966 bis 1991 und 1994 hieß sie Grammy Award for Best Classical Performance – Instrumental Soloist or Soloists (with orchestra)
- 1992 war die Bezeichnung Grammy Award for Best Instrumental Soloist With Orchestra
- 1993 hieß sie Grammy Award for Best Classical Performance – Instrumental Solo With Orchestra
- Von 1995 bis 2011 nannte sie sich Grammy Award for Best Instrumental Soloist(s) Performance (with orchestra)

Die Auszeichnung wurde 2012 im Rahmen einer umfassenden Überarbeitung der Grammy-Kategorien eingestellt. Sie wurde mit der Auszeichnung Grammy Award for Best Instrumental Soloist Performance (without orchestra) zur neuen Kategorie Grammy Award for Best Classical Instrumental Solo zusammengeführt.

## Gewinner und Nominierte
| Jahr | Gewinner | Nationalität | Werk | Nominierte | Bild des/der Gewinner(s) |
| ---- | --- | --- | --- | --- | --- |
| 1959 | Van Cliburn und das Symphony of the Air Orchestra unter Leitung von Kiril Kondrashin | Vereinigte Staaten Russland | Tschaikowski: Klavierkonzert Nr. 1 in b-Moll | | |
| 1960 | Van Cliburn und das Symphony of the Air Orchestra unter Leitung von Kiril Kondrashin | Vereinigte Staaten Russland | Rachmaninow: Klavierkonzert Nr. 3 | | |
| 1961 | Swjatoslaw Richter und das Chicago Symphony Orchestra unter Leitung von Erich Leinsdorf | Ukraine Österreich Vereinigte Staaten | Brahms: Klavierkonzert Nr. 2 in B-Dur | | |
| 1962 | Isaac Stern und das Philadelphia Orchestra unter Leitung von Eugene Ormandy | Vereinigte Staaten | Bartók: Violinkonzert Nr. 1 | | |
| 1963 | Isaac Stern und das Columbia Symphony Orchestra unter der Leitung von Igor Strawinsky | Vereinigte Staaten Russland Frankreich | Strawinski: Violinkonzert in D-Dur | | |
| 1964 | Arthur Rubinstein und das Boston Symphony Orchestra unter Leitung von Erich Leinsdorf | Polen Vereinigte Staaten Österreich | Tschaikowski: Klavierkonzert Nr. 1 in b-Moll | | |
| 1965 | Isaac Stern und das Philadelphia Orchestra unter Leitung von Eugene Ormandy | Vereinigte Staaten | Prokofjew: Violinkonzert Nr.1 in D-Dur | | |
| 1966 | Arthur Rubinstein und das Boston Symphony Orchestra unter Leitung von Erich Leinsdorf | Polen Vereinigte Staaten Österreich | Beethoven: Klavierkonzert Nr. 4 | | |
| 1967 | Von 1967 bis 1971 wurde der Grammy Award for Best Classical Performance – Instrumental Soloist or Soloists (with or without orchestra) vergeben                                            | Von 1967 bis 1971 wurde der Grammy Award for Best Classical Performance – Instrumental Soloist or Soloists (with or without orchestra) vergeben | Von 1967 bis 1971 wurde der Grammy Award for Best Classical Performance – Instrumental Soloist or Soloists (with or without orchestra) vergeben | Von 1967 bis 1971 wurde der Grammy Award for Best Classical Performance – Instrumental Soloist or Soloists (with or without orchestra) vergeben | Von 1967 bis 1971 wurde der Grammy Award for Best Classical Performance – Instrumental Soloist or Soloists (with or without orchestra) vergeben |
| 1968 | Von 1967 bis 1971 wurde der Grammy Award for Best Classical Performance – Instrumental Soloist or Soloists (with or without orchestra) vergeben                                            | Von 1967 bis 1971 wurde der Grammy Award for Best Classical Performance – Instrumental Soloist or Soloists (with or without orchestra) vergeben | Von 1967 bis 1971 wurde der Grammy Award for Best Classical Performance – Instrumental Soloist or Soloists (with or without orchestra) vergeben | Von 1967 bis 1971 wurde der Grammy Award for Best Classical Performance – Instrumental Soloist or Soloists (with or without orchestra) vergeben | Von 1967 bis 1971 wurde der Grammy Award for Best Classical Performance – Instrumental Soloist or Soloists (with or without orchestra) vergeben |
| 1969 | Von 1967 bis 1971 wurde der Grammy Award for Best Classical Performance – Instrumental Soloist or Soloists (with or without orchestra) vergeben                                            | Von 1967 bis 1971 wurde der Grammy Award for Best Classical Performance – Instrumental Soloist or Soloists (with or without orchestra) vergeben | Von 1967 bis 1971 wurde der Grammy Award for Best Classical Performance – Instrumental Soloist or Soloists (with or without orchestra) vergeben | Von 1967 bis 1971 wurde der Grammy Award for Best Classical Performance – Instrumental Soloist or Soloists (with or without orchestra) vergeben | Von 1967 bis 1971 wurde der Grammy Award for Best Classical Performance – Instrumental Soloist or Soloists (with or without orchestra) vergeben |
| 1970 | Von 1967 bis 1971 wurde der Grammy Award for Best Classical Performance – Instrumental Soloist or Soloists (with or without orchestra) vergeben                                            | Von 1967 bis 1971 wurde der Grammy Award for Best Classical Performance – Instrumental Soloist or Soloists (with or without orchestra) vergeben | Von 1967 bis 1971 wurde der Grammy Award for Best Classical Performance – Instrumental Soloist or Soloists (with or without orchestra) vergeben | Von 1967 bis 1971 wurde der Grammy Award for Best Classical Performance – Instrumental Soloist or Soloists (with or without orchestra) vergeben | Von 1967 bis 1971 wurde der Grammy Award for Best Classical Performance – Instrumental Soloist or Soloists (with or without orchestra) vergeben |
| 1971 | Von 1967 bis 1971 wurde der Grammy Award for Best Classical Performance – Instrumental Soloist or Soloists (with or without orchestra) vergeben                                            | Von 1967 bis 1971 wurde der Grammy Award for Best Classical Performance – Instrumental Soloist or Soloists (with or without orchestra) vergeben | Von 1967 bis 1971 wurde der Grammy Award for Best Classical Performance – Instrumental Soloist or Soloists (with or without orchestra) vergeben | Von 1967 bis 1971 wurde der Grammy Award for Best Classical Performance – Instrumental Soloist or Soloists (with or without orchestra) vergeben | Von 1967 bis 1971 wurde der Grammy Award for Best Classical Performance – Instrumental Soloist or Soloists (with or without orchestra) vergeben |
| 1972 | Julian Bream und das London Symphony Orchestra unter Leitung von André Previn | Vereinigtes Königreich Vereinigte Staaten | Villa-Lobos: Konzert für Gitarre | | |
| 1973 | Arthur Rubinstein und das Philadelphia Orchestra unter der Leitung von Eugene Ormandy | Polen Vereinigte Staaten | Brahms: Klavierkonzert Nr. 2 in B-Dur | | |
| 1974 | Vladimir Ashkenazy und das Chicago Symphony Orchestra unter der Leitung von Georg Solti | Russland Vereinigte Staaten Ungarn | Beethoven: Fünf Konzerte für Klavier und Orchester                                                                                              | | |
| 1975 | David Oistrach und die New Philharmonia unter der LeitungMaxim Dmitrijewitsch Schostakowitsch                                                                                              | Russland Vereinigtes Königreich | Schostakowitsch: Violinkonzert Nr. 1 | | |
| 1976 | Alicia de Larrocha und das London Philharmonic Orchestra unter Leitung von Rafael Frühbeck de Burgos                                                                                       | Spanien Vereinigtes Königreich | Ravel: Klavierkonzert für die linke Hand und Konzert for Klavier in G-Dur/Fauré: Fantaisie pour piano et orchestre                              | | |
| 1977 | Arthur Rubinstein und das London Philharmonic Orchestra unter der Leitung von Daniel Barenboim                                                                                             | Polen Vereinigte Staaten Vereinigtes Königreich Argentinien Israel                                                                              | Beethoven: Die fünf Klavierkonzerte | | |
| 1978 | Itzhak Perlman und das London Philharmonic Orchestra | Israel Vereinigtes Königreich | Vivaldi: Die vier Jahreszeiten | | |
| 1979 | Vladimir Horowitz und die New Yorker Philharmoniker unter der Leitung von Eugene Ormandy                                                                                                   | Vereinigte Staaten | Rachmaninow: Konzert Nr. 3 in D-Moll für Klavier (Horowitz Golden Jubilee)                                                                      | | |
| 1980 | Maurizio Pollini und das Chicago Symphony Orchestra unter der Leitung von Claudio Abbado                                                                                                   | Italien Vereinigte Staaten | Bartók: Klavierkonzerte Nr. 1 und 2 | | |
| 1981 | Itzhak Perlman, Mstislaw Rostropowitsch und das Concertgebouw Orchestra unter der Leitung von Bernard Haitink                                                                              | Israel Russland Niederlande | Brahms: Violin- und Cellokonzert in a-Moll | | |
| 1981 | Itzhak Perlman und das Boston Symphony Orchestra unter der Leitung von Seiji Ozawa | Israel Vereinigte Staaten Japan | Berg: Violinkonzert/Strawinsky: Violinkonzert in D-Dur                                                                                          | | |
| 1982 | Itzhak Perlman, Isaac Stern, Pinchas Zukerman und die New Yorker Philharmoniker unter der Leitung von Zubin Mehta                                                                          | Israel Vereinigte Staaten Indien | Isaac Stern 60th Anniversary Celebration | | |
| 1983 | Itzhak Perlman und das Chicago Symphony Orchestra unter der Leitung von Daniel Barenboim                                                                                                   | Israel Vereinigte Staaten Argentinien | Elgar: Violinkonzert in B-Moll | | |
| 1984 | Wynton Marsalis und das National Philharmonic Orchestra unter der Leitung von Raymond Leppard                                                                                              | Vereinigte Staaten Vereinigtes Königreich | Haydn: Trompetenkonzert in Es-Dur / L. Mozart: Trompetenkonzert in D-Dur/Hummel: Trompetenkonzert in Es-Dur                                     | | |
| 1985 | Wynton Marsalis und das English Chamber Orchestra unter der Leitung von Raymond Leppard | Vereinigte Staaten Vereinigtes Königreich | Wynton Marsalis, Edita Gruberova: Händel, Purcell, Torelli, Fasch, Molter                                                                       | | |
| 1986 | Yo-Yo Ma und das London Symphony Orchestra unter der Leitung von André Previn | Vereinigte Staaten Vereinigtes Königreich | Elgar: Cellokonzert Op. 85/Walton: Konzert für Cello und Orchester                                                                              | | |
| 1987 | 1987 wurde der Grammy Award for Best Classical Performance – Instrumental Soloist or Soloists (with or without orchestra) vergeben                                                         | 1987 wurde der Grammy Award for Best Classical Performance – Instrumental Soloist or Soloists (with or without orchestra) vergeben              | 1987 wurde der Grammy Award for Best Classical Performance – Instrumental Soloist or Soloists (with or without orchestra) vergeben              | 1987 wurde der Grammy Award for Best Classical Performance – Instrumental Soloist or Soloists (with or without orchestra) vergeben | 1987 wurde der Grammy Award for Best Classical Performance – Instrumental Soloist or Soloists (with or without orchestra) vergeben              |
| 1988 | Itzhak Perlman und die Wiener Philharmoniker unter der Leitung von James Levine | Israel Österreich Vereinigte Staaten | Mozart: Violinkonzert Nr. 2 und 4 | | |
| 1989 | Vladimir Horowitz und das La Scala Opera Orchestra unter der Leitung von Carlo Maria Giulini                                                                                               | Vereinigte Staaten Italien | Mozart: Klavierkonzert Nr. 23 | | |
| 1990 | Yo-Yo Ma und das Baltimore Symphony Orchestra unter der Leitung von David Zinman | Vereinigte Staaten | Barber: Cellokonzert Op. 22/Britten: Symphonie für Cello und Orchester Op. 68                                                                   | | |
| 1991 | Itzhak Perlman und das Israel Philharmonic Orchestra unter der Leitung von Zubin Mehta | Israel Indien | Schostakowitsch: Violinkonzert Nr. 1 in A-Moll / Glasunow: Violinkonzert in A-Moll                                                              | | |
| 1992 | John Browning und das Saint Louis Symphony Orchestra unter der Leitung von Leonard Slatkin                                                                                                 | Vereinigte Staaten | Barber: Klavierkonzert | | |
| 1993 | Yo-Yo Ma und das Pittsburgh Symphony Orchestra unter der Leitung von Lorin Maazel | Vereinigte Staaten | Prokofjew: Sinfonia concertante/Tchaikovsky: Variations On A Rococo Theme                                                                       | | |
| 1994 | Anne-Sophie Mutter und das Chicago Symphony Orchestra unter der Leitung von James Levine                                                                                                   | Deutschland Vereinigte Staaten | Berg: Violinkonzert/Rihm: Time Chant | | |
| 1995 | Yo-Yo Ma und das Baltimore Symphony Orchestra unter der Leitung von David Zinman | Vereinigte Staaten | The New York Album – Works of Albert, Bartók & Bloch                                                                                            | | |
| 1996 | Itzhak Perlman und das Boston Symphony Orchestra unter der Leitung von Seiji Ozawa | Israel Vereinigte Staaten Japan | The American Album – Works of Bernstein, Barber, Foss                                                                                           | | |
| 1997 | Yefim Bronfman und das Los Angeles Philharmonic unter der Leitung von Esa-Pekka Salonen | Israel Vereinigte Staaten Finnland | Bartók: Die drei Klavierkonzerte | | |
| 1998 | Yo-Yo Ma und das Philadelphia Orchestra unter der Leitung von David Zinman | Vereinigte Staaten | Premieres – Cello Concertos (Werke von Danielpour, Kirchner, Rouse)                                                                             | | |
| 1999 | Anne-Sophie Mutter und das London Symphony Orchestra unter der Leitung von Krzysztof Penderecki                                                                                            | Deutschland Vereinigtes Königreich Polen | Penderecki: Violinkonzert Nr. 2, Metamorphosen                                                                                                  | | |
| 2000 | Martha Argerich und das Montreal Symphony Orchestra unter der Leitung von Charles Dutoit                                                                                                   | Argentinien Kanada Schweiz | Prokofjew: Klavierkonzerte Nr. 1 und 3/Bartók: Klavierkonzert Nr. 3                                                                             | | |
| 2001 | Joshua Bell und das London Philharmonic Orchestra unter der Leitung von Roger Norrington; Grace Row (Produzent), Charles Harbutt (Toningenieur),                                           | Vereinigte Staaten Vereinigtes Königreich | Maw: Violin Concerto | | |
| 2002 | Dale Clevenger, Alex Klein, Larry Combs, Daniel McGill und dem Chicago Symphony Orchestra unter Leitung von Daniel Barenboim; Martin Fouqué (Produzent), Eberhard Sengpiel (Toningenieur), | Vereinigte Staaten Brasilien Argentinien Israel                                                                                                 | Richard Strauss Wind Concertos (Hornkonzert; Oboenkonzert)                                                                                      | | |
| 2003 | Hilary Hahn und die Academy of St. Martin in the Fields unter der Leitung von Sir Neville Marriner; Thomas Frost (Produzent), Richard King (Toningenieur),                                 | Vereinigte Staaten Vereinigtes Königreich | Brahms: Violinkonzert/Stravinsky: Violinkonzert                                                                                                 | | |
| 2004 | Maxim Wengerow und das London Symphony Orchestra unter Leitung von Mstislaw Rostropowitsch                                                                                                 | Russland Vereinigtes Königreich | Britten: Violinkonzert/Walton: Viola Concerto                                                                                                   | | |
| 2005 | Anne-Sophie Mutter, das Boston Symphony Orchestra und das London Symphony Orchestra unter Leitung von André Previn                                                                         | Deutschland Vereinigte Staaten Vereinigtes Königreich                                                                                           | Previn: Violinkonzert „Anne-Sophie“/Bernstein: Serenade                                                                                         | | |
| 2006 | Martha Argerich und das Mahler Chamber Orchestra unter der Leitung von Claudio Abbado | Argentinien Deutschland Italien | Beethoven: Klavierkonzert Nr. 2 und 3 | | |
| 2007 | Angelin Chang und das Cleveland Chamber Symphony unter der Leitung von John McLaughlin Williams                                                                                            | Volksrepublik China Vereinigte Staaten | Messiaen: Oiseaux Exotiques (Exotic Birds) | - Brahms: The Piano Concertos von Nelson Freire und dem Gewandhausorchester unter Leitung von Riccardo Chailly - Henze: Violinkonzert Nr. 1 und 3 von Peter Sheppard Skaerved und dem Rundfunk-Sinfonieorchester Saarbrücken unter Leitung von Christopher Lyndon-Gee - Rachmaninov: Klavierkonzert Nr. 1 und 2 von Leif Ove Andsnes und den Berliner Philharmonikern unter Leitung von Antonio Pappano - Schmidt: Concertos von Ulla Miilmann und dem Danish National Symphony Orchestra unter Leitung von Ole Schmidt | |
| 2008 | James Ehnes und das Vancouver Symphony Orchestra unter Leitung von Bramwell Tovey | Kanada Vereinigtes Königreich | Barber/Korngold/Walton: Violin Concertos | - Beethoven: Klavierkonzerte Nr. 1 und 4 von Lang Lang und dem Orchestre de Paris unter Leitung von Christoph Eschenbach - Nielsen: Clarinet & Flute Concertos von Sabine Meyer und Emmanuel Pahud und den Berliner Philharmonikern unter Leitung von Simon Rattle - Rósza: Violin Concerto, Op. 24 von Anastasia Khitruk und dem Russian Philharmonic Orchestra unter Leitung von Dmitry Yablonsky - Tchaikovsky / Saint-Saëns / Ginastera von Sol Gabetta und dem Münchner Rundfunkorchester unter Leitung von Ari Rasilainen                                                                                             | |
| 2009 | Hilary Hahn und das Schwedische Radiosymphonieorchester unter Leitung von Esa-Pekka Salonen                                                                                                | Vereinigte Staaten Schweden Finnland | Schoenberg / Sibelius: Violinkonzerte | - Bloch / Lees: Violin Concertos von Elmar Oliveira und dem Nationalen Symphonieorchester der Ukraine unter Leitung von John McLaughlin Williams - Harrison: Pipa Concerto von Wu Man und dem Chicago Symphony Orchestra unter Leitung von Miguel Harth-Bedoya - Mozart: Klavierkonzerte 17 und 20 von Leif Ove Andsnes und dem Norwegischen Kammerorchester - Saint-Saëns: Klavierkonzerte 2 und 5 von Jean-Yves Thibaudet und dem Orchestre de la Suisse Romande unter Leitung von Charles Dutoit | |
| 2010 | Jewgeni Kissin und das Philharmonia Orchestra unter Leitung von Wladimir Aschkenasi | Russland Vereinigtes Königreich | Prokofjew: Klavierkonzerte Nr. 2 und 3 | - Bartók: 3 Concertos von Pierre-Laurent Aimard, Yuri Bashmet, Gidon Kremer, Neil Percy, Tamara Stefanovich, Nigel Thomas, mit den Berliner Philharmonikern und dem London Symphony Orchestra unter Leitung von Pierre Boulez - Bermel: Voices for Solo Clarinet and Orchestra von Derek Bermel mit dem Boston Modern Orchestra Project unter Leitung von Gil Rose - Korngold: Violinkonzert D-Dur op. 35 von Philippe Quint mit dem Orquesta Sinfónica de Mineria unter Leitung von Carlos Miguel Prieto - Salonen: Klavierkonzert von Yefim Bronfman mit der Los Angeles Philharmonic unter Leitung von Esa-Pekka Salonen | |
| 2011 | Mitsuko Uchida und das Cleveland Orchestra | Japan | Mozart: Klavierkonzerte Nr. 23 und 24 | - Daugherty: Deus Ex Machina von Terrence Wilson mit der Nashville Symphony unter Leitung von Giancarlo Guerrero - Dorman, Avner: Mandolin Concerto von Avi Avital mit dem Metropolis Ensemble unter Leitung von Andrew Cyr - Kletzki: Piano Concerto in D Minor, Op. 22 von Joseph Banowetz mit dem Russian Philharmonic Orchestra unter Leitung von Thomas Sanderling - Porter, Quincy: Concerto for Viola & Orchestra von Eliesha Nelson mit der Northwest Sinfonia unter Leitung von John McLaughlin Williams | |